# Sainte-Hélène-du-Lac
Sainte-Hélène-du-Lac è un comune francese di 691 abitanti situato nel dipartimento della Savoia della regione dell'Alvernia-Rodano-Alpi.

## Società

### Evoluzione demografica
Abitanti censiti